# Teufelsrad (Spiel)
Teufelsrad bzw. Das Teufelsrad ist der Name verschiedener Brettspiele.

## Das Teufelsrad (Remmling)
Der in Hannover in den 1920er Jahren aktive Spielehersteller Carl Remmling veröffentlichte verschiedene Varianten von Mensch ärgere Dich nicht (z. B. Mensch reg Dich nicht auf!, Mensch Sie mogeln ja!, Lass Dich nicht verblüffen). Dieser produzierte auch das Spiel Das Teufelsrad, eine Variante von Mensch ärgere Dich nicht, wo die Figuren auf einer Spirale bewegt werden. Der Berliner Verlag „Der Spielkasten“ produzierte eine Variante dieses Spiels als Teufelsrad.

## Teufelsrad (Otto Maier Verlag)
Beim Otto Maier Verlag Ravensburg erschien ab etwa 1936 in mehrere Auflagen unter der Artikelnummer 5563 das Brettspiel Teufelsrad mit einer Drehscheibe.
Der Leipziger Verlag Volk und Bild veröffentlichte das Spiel als Das Teufelsrad; hier ist auf der Schachtel der Name Grundeis vermerkt.
Hier müssen die Spieler ihre Spielfiguren, ähnlich wie beim Halma zur gegenüberliegenden Brettseite ins Ziel bringen. Dies geschieht jedoch über eine Drehscheibe, und immer wenn ein Spieler eine Figur ins Ziel bewegt, kann er die Drehscheibe um 90° drehen.
Bei der 1973 erschienenen Spielesammlung Das lustige Kinder-Spielemagazin war Teufelsrad dabei. Diese vom Otto Maier Verlag lizenzierte Spielesammlung erschien beim „Spiele Club Exclusiv“ der Bertelsmann Reinhard Mohn OHG.

## Teufelsrad (Spiele-Schmidt)

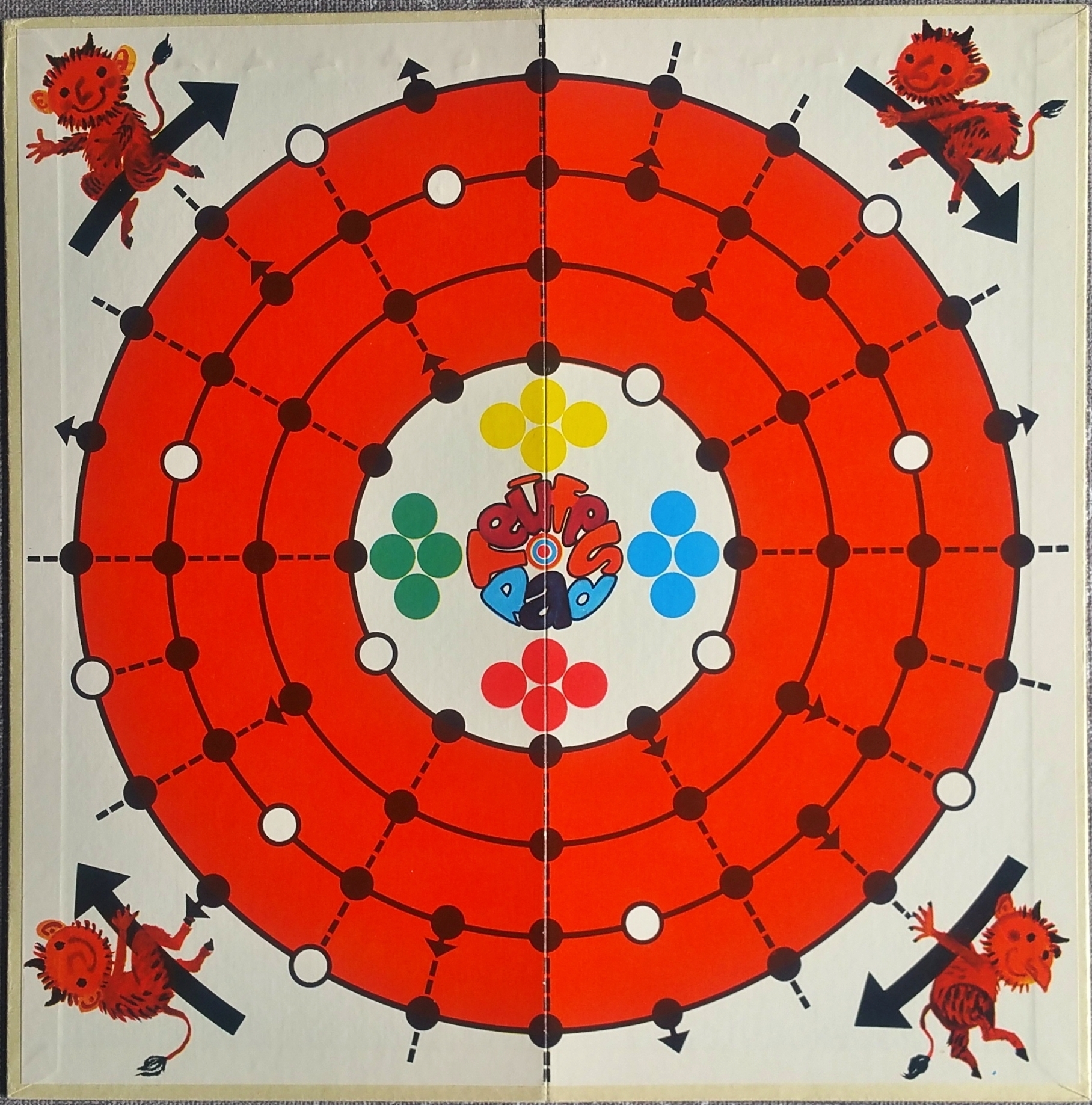

Ein weiteres Spiel erschien bei Spiele-Schmidt (Franz Schmidt), die Illustration stammt von Susa Schlieper, die in den 1960er Jahren mehrere Spiele bei Spiele-Schmidt illustrierte.
Es handelt sich um einen Pachisi-Abkömmling mit Malefiz-Anteilen.

### Material
Man benötigt vier Kegel gleicher Farbe und einen sechsseitigen Würfel. Das Spielfeld selbst besteht aus vier Ebenen:
1. Ebene: kleiner Kreis, mit zwei Abwärts-Pfeilen und drei Schutz-Ebenen
2. Ebene: mittlerer Kreis, keine Schutz-Ebene und einige Abwärts-Pfeile
3. und 4. Ebene: großer Kreis, mit Abwärtspfeilen und Schutz-Ebenen.

Diejenige Spielfigur, die aus der vierten Ebene herausgeworfen wird, ist ausgeschieden. Das Spielziel ist, so lange wie möglich mit seinen vier Kegeln oben zu bleiben.

### Spielablauf
Der erste Kegel wird zu Spielbeginn vor das "Haus" gestellt, ansonsten darf man beim Wurf einer Sechs herauskommen. Abwechselnd wird nun gewürfelt. Bei einer Sechs darf man nochmal würfeln. Mitspieler können geschlagen werden, wenn man auf deren Feld gerät.
Das Schlagen ist auf den weißen Schutz-Feldern nicht erlaubt. Schlägt man eine Spielfigur aber auf einem schwarzen Feld, so kommt diese nicht mehr ins "Haus" sondern einen Kreis weiter abwärts. Man kann auch schlagen, indem man freiwillig eine Ebene tiefer rutscht. Manchmal löst das Schlagen eines Gegners weiter Reaktionen aus, wenn dieser beim Rutschen andere Spielfiguren verdrängt.
Zwei Spielfiguren der gleichen Farbe auf einem weißen Feld können eine Sperre bilden, also die anderen Kegel blockieren. Die dürfen sich dann zwar noch mit hinstellen, dürfen aber nicht mehr über die Blockade ziehen. Gewonnen hat, wer als letzter einen Spielstein auf dem Teufelsrad hat. Die Spieldauer reicht von 10 bis 30 Minuten.